# Lista typów głównych okrętów Royal Australian Navy
To lista głównych typów okrętów służących w Royal Australian Navy. Zawiera okręty liniowe, okręty amfibijne, krążowniki, niszczyciele i fregaty.

## Okręty lotnicze
Podczas II wojny światowej RAN wprowadziła w życie politykę budowania operacji w oparciu o lotniskowce. Dwa lekkie lotniskowce floty zostały kupione od Royal Navy, jeden z nich HMAS "Melbourne" został zmodernizowany zgodnie z wszystkimi nowymi zmianami w budowaniu lotniskowców. "Melbourne" był okrętem flagowym do 1982 roku, kiedy miał zostać zmieniony przez lotniskowiec typu STOVL, ponownie kupiony od Royal Navy. Sprzedaż HMS "Invincible" została jednak anulowana przez brytyjski rząd po wojnie falklandzkiej. Niedługo później australijski rząd zdecydował o zakończeniu użytkowania lotniskowców.

### Konwencjonalne lotniskowce
- typ Majestic
  - HMAS "Sydney"
  - HMAS "Melbourne"
- typ Colossus
  - HMAS "Vengeance"

### Transportowce wodnosamolotów
- HMAS "Albatross"

## Krążowniki liniowe
Kiedy po raz pierwszy stworzono RAN, zadecydowano, że okrętem flagowym będzie krążownik liniowy. W końcu opłacono i obsadzono australijską załogą drugi krążownik liniowy typu Indefatigable. Okręt został przyjęty do służby jako HMAS "Australia". Ten okręt był jedyną tak wielką jednostką służącą w RAN.

### Krążowniki liniowe
- typ Indefatigable
  - HMAS "Australia"

## Okręty desantowe
W 2007 w hiszpańskiej stoczni Navantia zamówiono dwa okręty desantowe typu Canberra o wyporności pełnej ponad 27 tysięcy ton, większe niż dawne lotniskowce lekkie RAN, chociaż przystosowane do przenoszenia samolotów typu STOVL brak planów wykorzystania ich jako lotniskowce.
- Okręt desantowy piechoty (LSI)
  - HMAS "Kanimbla"
  - HMAS "Manoora"
  - HMAS "Westralia"
- Ciężki okręt desantowy (HLS)
  - HMAS "Tobruk"
- Katamaran wysokich prędkości
  - HMAS "Jervis Bay"
- Okręty amfibijne typu Kanimbla (1994)
  - HMAS "Kanimbla"
  - HMAS "Manoora"
- Duże okręty amfibijne typu Canberra - dwa okręty w budowie
- Mark III Landing Ship Tank - sześć okrętów desantowych czołgów

## Krążowniki

### Ciężkie krążowniki
- typ County

- - HMAS "Canberra"
  - HMAS "Australia"
  - HMS "Shropshire" - wypożyczony po stracie HMAS "Canberra"

### Krążowniki pancerne
- HMAS "Encounter"

### Lekkie krążowniki
- typ Pelorus - dwa okręty
- typ Sydney (1910) - cztery okręty
- typ Sydney (1931) - trzy okręty

## Niszczyciele
- Niszczyciele torpedowców typu River - sześć okrętów
- Niszczyciele typu S - pięć okrętów
- Niszczyciele typu Marksman - jeden okręt
- Niszczyciele typu V - trzy okręty
- Niszczyciele typu W - jeden okręt
- Niszczyciele typu Tribal - trzy okręty
- Niszczyciele typu N - pięć okrętów
- Niszczyciele typu Q - pięć okrętów
- Niszczyciele typu Battle, podtyp Anzac - dwa okręty
- Niszczyciele typu Daring (1949) podtyp Voyager - cztery okręty
- Niszczyciele typu Perth - trzy okręty
- Niszczyciele typu Hobart - planowane trzy okręty

## Fregaty
- Fregaty typu River (1941) - dwanaście okrętów
- Fregaty (niszczyciele eskortowe) typu "River" (1957) - sześć okrętów
- Fregaty typu Adelaide - sześć okrętów
- Fregaty typu Anzac - osiem okrętów